# Codonopsis argentea
Codonopsis argentea är en klockväxtart som beskrevs av Pu Chiu Tsoong. Codonopsis argentea ingår i släktet Codonopsis, och familjen klockväxter. Inga underarter finns listade i Catalogue of Life.